# Badia de Helgoland
La badia de Helgoland o badia de Heligoland, (en alemany:Helgoländer Bucht) és una badia formada a la desembocadura del riu Elba. Aquesta badia va de la desembocadura del riu Elba a les illes de Heligoland i es troba entre l'illa de Wangerooge i la península del nord de Frísia d'Eiderstedt.
Ha estat escenari de batalles navals a la Primera i Segona guerres mundials. A més de les illes Heligoland s'hi troba la petita illa de Neuwerk.